# Papá está en viaje de negocios
Papá está en viaje de negocios (en serbocroata: Otac na službenom putu, Отац на службеном путу) es una película yugoslava de 1985 dirigida por el director serbio Emir Kusturica. El guion fue escrito por el dramaturgo bosníaco Abdulah Sidran.
Ambientada en Yugoslavia después de la Segunda Guerra Mundial durante el período Informbiro, la película cuenta la historia desde la perspectiva de un niño, Malik, cuyo padre Meša (Miki Manojlović) fue enviado a un campo de trabajo. Papá está en viaje de negocios ganó la Palma de Oro en el Festival de Cine de Cannes de 1985 y fue nominado al Óscar a la mejor película en lengua no inglesa.

## Argumento
Son los ojos de un niño los que evidencian las condiciones humanas bajo el régimen de Tito en la antigua Yugoslavia. El niño se encuentra encantado por el fútbol, que representa esa unión como nación que ha logrado Tito a principios de los años 50. Sin embargo, el proyecto político de Yugoslavia no acepta la disidencia y la crítica; por el contrario la condena con trabajos forzados.
El padre de este niño, una noche de ceremonia marchará en compañía de su cuñado. Al no encontrar una explicación coherente de la ausencia y por ocultar lo que verdaderamente sucede, su madre dice que este se ha ido en un viaje de negocios. Es así como comienza el drama que se desarrollará en toda la historia y que nos revelará el espíritu humano de la época.

## Reparto
| Actor                  | Personaje                                    |
| ---------------------- | -------------------------------------------- |
| Moreno D'E Bartolli    | Malik Malkoč                                 |
| Miki Manojlović        | Mehmed "Meša" Malkoč                         |
| Mirjana Karanović      | Senija "Sena" Malkoč (llamada Zulfikarpašić) |
| Mira Furlan            | Ankica Vidmar                                |
| Mustafa Nadarević      | Zijah "Zijo" Zulfikarpašić                   |
| Predrag Laković        | Franjo                                       |
| Pavle Vujisić          | Muzafer Zulfikarpašić                        |
| Slobodan Aligrudić     | Ostoja Cekić                                 |
| Aleksandar Dorčev      | Dr. Evgeni Liakhov                           |
| Silvija Puharić        | Masha Liakhov                                |
| Emir Hadžihafizbegović | Fahro Zulfikarpašić                          |
| Davor Dujmović         | Mirza Malkoč                                 |
| Eva Ras                | Ilonka Petrović                              |
| Jelena Čović           | Nataša Petrović                              |
| Amer Kapetanović       | Serjoža Petrović                             |
| Zoran Radmilović       | Brko Pilot                                   |
| Tomislav Gelić         | Hamdo Malkoč, peluquero                      |

## Premios
- Nominada a los Globos de Oro.
- Nominada a los Oscar a la Mejor película de habla no inglesa.
- Palma de Oro en el Festival de Cine de Cannes en 1985.[1]